# Чарна (Келецький повіт)
Чарна (пол. Czarna) — село в Польщі, у гміні Пежхниця Келецького повіту Свентокшиського воєводства.
Населення — 29 осіб (2011).
У 1975-1998 роках село належало до Келецького воєводства.

## Демографія
Демографічна структура на день 31 березня 2011 року:
|          | Загалом | Допрацездатний вік | Працездатний вік | Постпрацездатний вік |
| -------- | ------- | ------------------ | ---------------- | -------------------- |
| Чоловіки | 13      | 0                  | 9                | 4                    |
| Жінки    | 16      | 1                  | 7                | 8                    |
| Разом    | 29      | 1                  | 16               | 12                   |